# Chihuahua-Grashüpfermaus
Die Chihuahua-Grashüpfermaus (Onychomys arenicola) ist ein in den südlichen Vereinigten Staaten und in Mexiko verbreitetes Nagetier in der Gattung der Grashüpfermäuse. Die Population zählte bis in die späten 1970er Jahre als Unterart oder Synonym der Südlichen Grashüpfermaus (Onychomys torridus).

## Merkmale
Die Art ist etwas kleiner als die Nördliche Grashüpfermaus und erreicht eine Kopf-Rumpf-Länge von 85 bis 104 mm, eine Schwanzlänge von 46 bis 55 mm sowie ein Gewicht von 21 bis 29 g. Sie hat 18 bis 22 mm lange Hinterfüße und 16 bis 22 mm lange Ohren. Im braunen Fell der Oberseite sind einige dunklere Haare verteilt, was eine graue Tönung erzeugt. Die Unterseite und die Pfoten sind mit weißem Fell bedeckt. Der braune bis graue Schwanz hat meist eine kurze weiße Spitze. Typisch für die braunen Ohren sind einige weiße Haare.

## Verbreitung
Die Chihuahua-Grashüpfermaus ist vom südlichen New Mexico und angrenzenden Gebieten von Texas und Arizona bis zum Bundesstaat San Luis Potosí in Mexiko verbreitet. Sie lebt auf Hochebenen und in Gebirgen zwischen 1300 und 1580 Meter Höhe. Die Exemplare halten sich in meist felsigen Halbwüsten, trockenen Buschländern und Grasflächen auf.

## Lebensweise
Dieses Nagetier nutzt selbstgegrabene oder übernommene unterirdische Baue. Es ist nachtaktiv und frisst Käfer, Grashüpfer, andere Gliederfüßer sowie Weichtiere. Bei dieser Art etablieren und verteidigen die Männchen ein Revier und sie beteiligen sich an der Aufzucht der Nachkommen. Die Fortpflanzungszeit reicht von März bis September. Neugeborene werden 20 bis 23 Tage gesäugt und die Geschlechtsreife tritt bei Weibchen nach etwa acht Wochen ein.

## Gefährdung
Die IUCN listet die Chihuahua-Grashüpfermaus als nicht gefährdet (least concern) aufgrund fehlender Bedrohungen, vorhandenen Schutzgebieten und einer stabilen Gesamtpopulation.